# Rivière-Mouchalagane
Rivière-Mouchalagane est un territoire non organisé situé dans la municipalité régionale de comté de Caniapiscau, dans la région administrative de la Côte-Nord, au Québec.

## Toponymie
Son nom a été officialisé le 13 mars 1986.

## Géographie
Le territoire couvre une superficie de 32 297,67 km2.
La rivière Mouchalagane se situe à la hauteur du 53e parallèle. La rivière Mouchalagane, qui tire sa source des lacs Du-Sommet et Itomamis, coule vers le sud. Après avoir parcouru une distance de 132 km, elle se jette dans le réservoir Manicouagan. Une multitude de rapides perturbent cette entité hydrographique dont les principaux affluents sont les rivières Labadie, Tuk et Pipichicau. Dans la dernière partie de son cours, soit sur quelque 80 km, elle s'élargit pour former le bassin ouest du réservoir Manicouagan. Antérieurement à la formation du réservoir, ce bassin avait porté le nom lac Mouchalagane. L'usage de ce nom montagnais, dont on ignore le motif d'attribution, remonte au moins au début du XVIIIe siècle. Sur la Carte-du-Domaine-en-Canada de 1731, le père Laure mentionne « R. Moucha'ouragane ». Le mot Ouragane signifierait plat, écuelle d'écorce tandis que l'on pourrait traduire moucha par grand, grande. L'explorateur Albert Peter Low mentionne la Mouchalagan River en 1895. Une enquête toponymique menée en 1979 en territoire montagnais rapporte que l'appellation en usage pour désigner ce lac est Mûshaualâkan, qui veut dire tendre les filets vers le large.

## Démographie
Le recensement de 2006 n'y dénombre aucun habitant.
| 2001 | 2006 | 2011 | 2016 | 2021 |
| ---- | ---- | ---- | ---- | ---- |
| 0    | 0    | 0    | 5    | 15   |